# Pamukova
Pamukova ist eine Stadtgemeinde (Belediye) im gleichnamigen Ilçe (Landkreis) der Provinz Sakarya und gleichzeitig eine Gemeinde der 2000 geschaffenen Büyüksehir belediyesi Sakarya (Großstadtgemeinde/Metropolprovinz) in der Türkei. Seit der Gebietsreform 2013 ist die Gemeinde flächen- und einwohnermäßig identisch mit dem Landkreis. Der Ort liegt etwa 35 Kilometer südwestlich des Zentrums der „alten“ Provinzhauptstadt Adapazarı. Die Im Stadtlogo vorhandene Jahreszahl (1947) dürfte auf das Jahr der Ernennung zur Stadtgemeinde (Belediye) hinweisen.
Der Landkreis liegt im Südwesten der Provinz. Er grenzt im Nordosten an Sapanca, im Osten und Süden an Geyve, im Südwesten an die Provinz Bursa und im Nordwesten an die Provinz Kocaeli. Die Stadt und den Landkreis durchquert die Fernstraße D-650, die von Antalya am Mittelmeer über Burdur, Afyonkarahisar und Kütahya kommend bis nach Karasu am Schwarzen Meer verläuft. Entlang der südlichen Grenze fließt der Fluss Sakarya, der weiter nördlich ins Schwarze Meer mündet. Durch den Norden des Kreises zieht sich ein Teil des Gebirgszuges Samanlı Dağları. Im Westen liegt der Stausee Hüseyinli Göleti.
Durch Pamukova verläuft eine Teilstrecke der Anatolischen Eisenbahn von Adapazarı nach Eskişehir. Beim ehem. Dorf Mekece im Süden des Landkreises ereignete sich am 22. Juli 2004 der Eisenbahnunfall von Mekece.
Der Landkreis Pamukova wurde am 4. Juli 1987 per Gesetz Nr. 3392 beschlossen. Davor war Pamukova ein Bucak im Kreis Geyve, bestehend aus der gleichnamigen Belediye als Verwaltungssitz sowie 30 Dörfern. Zur letzten Volkszählung (1985) wurden im Bucak 18.916 Einwohner gezählt, davon 8.371 in der Belediye.
(Bis) Ende 2012 bestand der Landkreis aus der Kreisstadt sowie aus 30 Dörfern (Köy), die während der Verwaltungsreform 2013 in Mahalle (Stadtviertel, Ortsteile) überführt wurden, die drei existierenden Mahalle der Kreisstadt blieben erhalten. Den Mahalle steht ein Muhtar als oberster Beamter vor.
Ende 2020 lebten durchschnittlich 908 Menschen in jedem der 33 Mahalle, 10.584 im bevölkerungsreichsten (Elperek Mah. Einw.)